# Консультативное собрание Катара
Консультативное собрание (араб. مجلس الشورى القطري‎, Меджлис аш-Шура) является законодательным органом Катара с 45 членами. После первых парламентских выборов в Катаре в нём 30 избранных и 15 назначенных членов.
В октябре 2024 года после референдума эмиру права самостоятельно назначать всех депутатов Меджлис аш-Шура.

## История
Совет шуры Катара был создан в 1972 году после принятия 19 апреля 1972 года Временного основного закона о правилах Государства Катар с поправками для оказания помощи шейху Тамиму бин Хамаду Аль Тани, эмиру Государства Катар, и Совету министров при исполнении ими своих обязанностей.
Совет шуры изначально состоял из 20 назначаемых членов, и впоследствии в его состав несколько раз вносились поправки. Нынешний Совет состоит из 45 членов.
В ноябре 2020 года эмир объявил, что выборы в Совет шуры впервые состоятся в 2021 году. Это является частью стремления Катара развивать свой законодательный процесс с более широким участием граждан, отражая ценности Конституции Катара и Национального закона Катара. Видение 2030.
Совет осуществляет следующие функции в соответствии с Конституцией:
- Законодательная власть.
- Утверждение общего бюджета правительства.
- Осуществление контроля над исполнительной властью в соответствии с Конституцией.
- Совет шуры имеет право направлять предложения по общественным вопросам правительству. Если правительство не в состоянии удовлетворить такие стремления, оно должно объяснить свои причины Совету. Совет может прокомментировать заявление правительства только один раз.

Срок полномочий Совета шуры составляет четыре календарных года, начиная с даты первого заседания.
Совет шуры представляет Катар в многочисленных парламентских ассоциациях и международных организациях. Сюда входят Межпарламентский союз, Арабский межпарламентский союз, Арабский парламент, Парламентский союз государств-членов ОИС, Азиатская парламентская ассамблея и Ассоциация сенатов, шуры и аналогичных советов в Африке и арабском мире.

### Формирование Совета шуры
Совет шуры состоит в общей сложности из 45 членов, 30 из которых избирались прямым тайным голосованием, а остальные 15 назначаются Эмиром. Членство в Совете шуры прекращается в случае смерти, полной нетрудоспособности, истечения срока членства, отставки, прекращения членства или роспуска Совета шуры. 
После референдума в 2024 году было решено отменить выбор двух третей чренов в пользу их назначения эмиром.

### Назначения в Совет шуры
10 октября 2021 года в соответствии с Решением эмира № 54 от 2021 года эмир назначил д-ра Ахмеда Насера Ибрагима Аль Фадала генеральным секретарем Совета шуры. 14 октября 2021 года было издано Решение Амира № 56 от 2021 года, в котором Амир назначил 15 членов в Совет Шуры.

## Состав
| Члены            | Мест |
| ---------------- | ---- |
| Назначеные члены | 15   |
| Всего            | 45   |